# Chlorion boharti
Chlorion boharti är en biart som beskrevs av Menke 1961. Chlorion boharti ingår i släktet Chlorion och familjen grävsteklar. Inga underarter finns listade i Catalogue of Life.